# Saint-Léonard VS
| VS ist das Kürzel für den Kanton Wallis in der Schweiz. Es wird verwendet, um Verwechslungen mit anderen Einträgen des Namens Saint-Léonard zu vermeiden. |

Saint-Léonard ist eine politische Gemeinde und eine Burgergemeinde des Bezirks Siders sowie eine Pfarrgemeinde des Dekanats Sitten im französischsprachigen Teil des Kantons Wallis in der Schweiz.

## Ur- und Frühgeschichte
Saint-Léonard weist mehrere archäologische Fundplätze auf.
- Die Felsritzungen von Crête-des-Barmes, die 1912 von Burkhard Reber auf einer 110 m² grossen Fläche entdeckt wurden und die Pierre Corboud 1974 untersuchte, weisen sich vierphasig überlagernde Gravierungen aus dem Neolithikum auf.

1. In der ältesten Periode erscheint wiederholt der mehr oder weniger schematisch dargestellte Odorant. Auch die Schälchen mit einem oder zwei konzentrischen Kreisen werden dieser Phase zugeordnet.
2. In diese Periode gehören eine Mäanderdarstellung und Baum-, Schlangen- und Fusssohlendarstellungen.
3. Periode 3 zeigt stark schematisierte Oranten und anthropomorphe Stelen, die mit den gravierten Stelen von Sion, Petit Chasseur, vergleichbar sind.
4. Der jüngsten Periode sind vor allem gepickte Flächen zuzuordnen, die quadratische und rechteckige Figuren bilden.

- Auf dem Schwemmkegel der Lienne, im heutigen Dorf Saint-Léonard, scheint es eine ausgedehnte mittelneolithische Siedlung gegeben zu haben, die Sauter 1961 entdeckte. In ihr kamen bei Les Bâtiments 1975–1977 drei Steinkisten vom Chamblandes-Typ zum Vorschein, die vier, drei bzw. eine Person (in Hockerstellung) zusammen mit Leichenbrand enthielten. Die Anzahl der Bestatteten erlaubte die Einordnung in eine späte Phase der Cortaillod-Kultur, aus der auch die Siedlung bei Sur-le-Grand-Pré stammt.
- Die 1956 von Marc-Rodolphe Sauter entdeckte und bis 1962 ausgegrabene Siedlung bei Sur-le-Grand-Pré liegt auf einem Felskamm (498 m) über der Rhone. Ihr Kernbereich liegt in einer mit postglazialem Löss gefüllten langen Senke von vier bis sechs Metern Breite. Der aufschlussreichste Teil der Siedlung stammt aus dem Mittelneolithikum (3700–3350 v. Chr.) dem zahlreiche Gruben im sterilen Löss zuzuordnen sind. Dank dem Material konnte eine Saint-Léonard-Fazies definiert werden, eine echte Mischung aus Elementen der Chassey-Lagozza-Cortaillod-Kultur mit grossen südländischen (Lagozza)-Bezügen. Ein Grossteil der Steinwerkzeuge besteht aus Bergkristall. Das Spalten von Gestein durch Ansägen war eingeführt. Die Keramik ist kannelurenverziert. Möglicherweise gehört ein Teil des Materials einer älteren Kultur an (um 4000–3700 v. Chr.), die dem Chasséen ähnliche Elemente aufweist (Protochasséen). Die mehr als ein Meter dicke Erdschicht über der neolithischen Schicht enthält frühgeschichtliche und römische Spuren, war aber für den Rebbau umgegraben worden.

## Bevölkerung
| Bevölkerungsentwicklung | Bevölkerungsentwicklung | Bevölkerungsentwicklung | Bevölkerungsentwicklung | Bevölkerungsentwicklung | Bevölkerungsentwicklung | Bevölkerungsentwicklung | Bevölkerungsentwicklung | Bevölkerungsentwicklung | Bevölkerungsentwicklung | Bevölkerungsentwicklung |
| ----------------------- | ----------------------- | ----------------------- | ----------------------- | ----------------------- | ----------------------- | ----------------------- | ----------------------- | ----------------------- | ----------------------- | ----------------------- |
| Jahr                    | 1802                    | 1850                    | 1900                    | 1950                    | 2000                    | 2010                    | 2012                    | 2014                    | 2016                    | 2021                    |
| Einwohner               | 140                     | 366                     | 678                     | 1070                    | 1872                    | 2117                    | 2171                    | 2209                    | 2263                    | 2510                    |

## Sehenswürdigkeiten

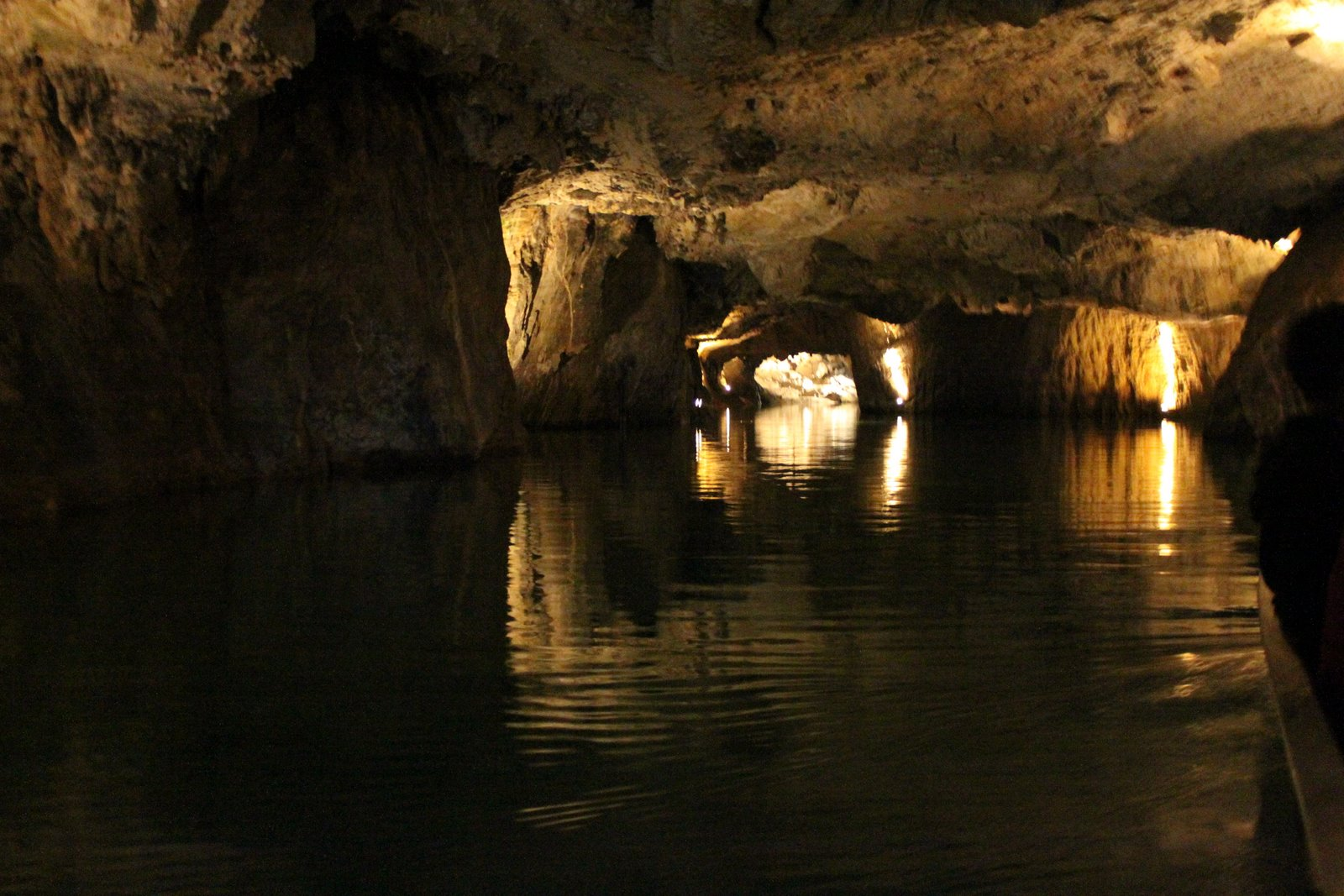
Unterirdischer See

- Auf dem Crête-des-Barmes, oberhalb des Ortes, finden sich die ältesten Petroglyphen und Schälchen der Schweiz.
- In der Gemeinde befindet sich der grösste unterirdische See Europas: 300 m lang, 20 m breit und 10 m tief. Es werden Besichtigungen im Boot mit mehrsprachigen Kommentaren durchgeführt.

## Persönlichkeiten
- Henri Schwery (* 1932 in Saint-Léonard; † 2021 ebenda), Kardinal